# Pankráció

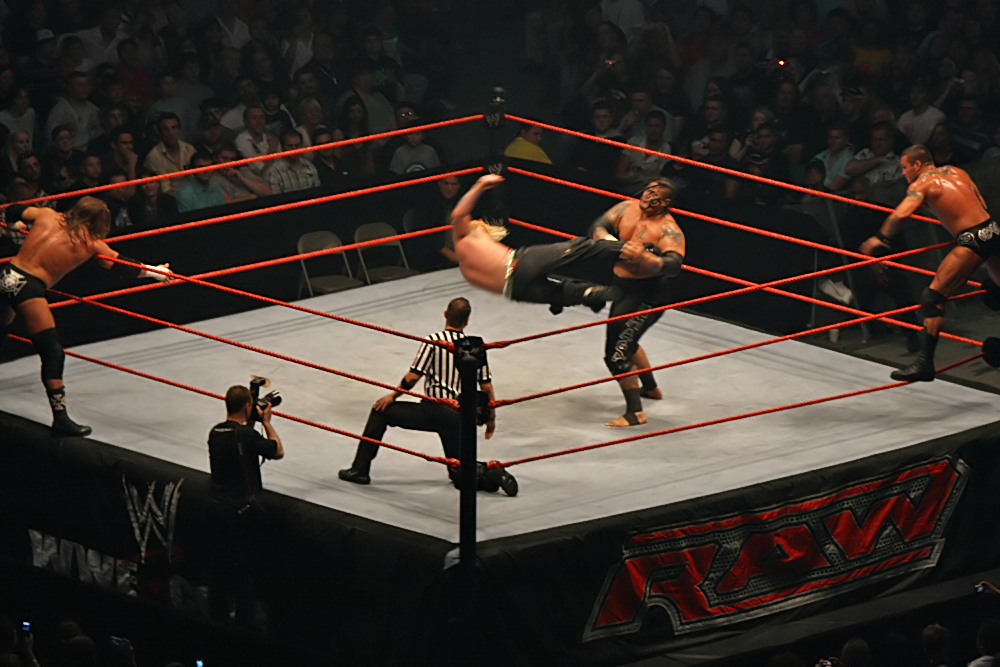
Pankrátorok küzdelem közben

A pankráció a birkózás egy előre megrendezett műfaja, melyben a küzdő felek látványos külsőségek között verekednek egy ringben – és nem ritkán mellette.

## Helyszín
A pankrációs versenyeket négyzet alakú emelt küzdőtéren tartják, mely igen hasonló az ökölvívó mérkőzéseken használtra. Mérete változó, egy-egy oldala 14 és 20 láb között változhat. Körben három sávban erős gumikötelek találhatók, melyek nekifutásra visszalökik a játékosokat. A sarkokban kipárnázott rögzítők tartják a köteleket. A padlózat merev, de egyidejűleg ruganyos, a ráesés energiáját elnyeli, ráütésre igen erős hanghatást kelt. A mérkőzéseket általában jellegzetes hanghordozású műsorvezetők konferálják fel, csíkos mezt viselő játékvezetők felügyelik, a ring széléről bírók figyelik. Az egy menetből álló mérkőzés addig tart, amíg az egyik játékost két vállra nem fektetik annyi időre, míg a játékvezető háromszor a ring padlójára csap.

## Jellege
A múltban az amerikai és kanadai pankráció jellemzője volt, hogy a mérkőzések végeredményét előre eldöntötték, és a pankráció (más néven wrestling vagy hivatásos birkózás) kifejezést később már csak az ilyen, előre eltervezett kimenetelű mérkőzésekre használták, melyeket worknek hívnak, azaz „megdolgozott mérkőzés”-nek. A mai pankrációra jellemzőek a különböző ütések, dobások, ugrások és feszítések, melyek a klasszikus birkózáson kívül különböző egyéb harcművészetekből és küzdősportokból származnak.
A modern pankráció egyfajta előadóművészet, ahol a résztvevők egy olyan műsort hoznak létre, mely egy küzdősport jellegű mérkőzést vagy mérkőzés-sorozatot szimulál, de az eldöntött eredményt nem nézik jó szemmel a résztvevők és maguknak akarják pl. a bajnoki címet. A valós küzdelem mértéke a mérsékelttől (például az egyesült államokbeli World Wrestling Entertainment promóció) az igen valósághűn át (például a japán stílus) a látványosan valószerűtlenig terjedhet (például a mexikói lucha libre, mely jellemzően színpadias és stilizált). A tag team mérkőzéseket négyen, kettő kettő ellen tartják.

## Külsőségek
A küzdő felek úgy teszik a mérkőzéseket még izgalmasabbá, hogy különböző, más sportágtól átvett ruhákat, látványos jelmezeket, vagy egyéb kiegészítőket (láncot, maszkot, palástot, sőt van, hogy gitárt) viselnek, jó illetve rossz figurák számukra kiosztott szerepeit játsszák. A jófiúk a közönség lelkes tombolása, a rosszfiúk meg hangos füttykoncert közepette vonulnak a négyszögbe. A mérkőzéseket többnyire a jófiúk nyerik. A mérkőzések között látványos, sokszor botrányba és verekedésbe hajló interjúk lehetnek, ezek egyik nagy egyénisége a fehér öltönyben, vörösre festett arccal fellépő Brother Love (Bruce Prichard) volt.
Az ismert pankrátorok többnyire hosszabb távon ugyanazt a felvett figurát alakítják (pl. Big Bossman (Nagyfőnök) rendőrnek öltözött, The Undertaker (Sírásó) egy sejtelmes, sötét figurát alakít, a Nasty Boys (gusztustalan fiúk) tag team duó kirívóan gusztustalan dolgokat művelt. Időnként szerepváltás is előfordul.
A versenyzők a mérkőzés előtti promóció során a nézők legnagyobb tetszésére artikulálatlan üvöltözéssel és mintegy állatias viselkedéssel szidják, fenyegetik egymást, ebben sokszor menedzsereik is közreműködnek. A mérkőzést a közönség által is tudottan egyfajta előadásként vagy színjátékként kezelik, ami a modern pankrációnak éppen a lényege. Az esésekre, ütésekre tudatosan rájátszanak, azokat veszélyesebbnek és sokkal fájdalmasabbnak mutatják, mint amilyenek valójában.
Időnként a mérkőzés eldurvulhat, a közönség szórakoztatására olykor a mérkőzésvezetőt és a többnyire a négyszög mentén tartózkodó és a mérkőzésbe beleszóló menedzsereiket is belekeverik, esetenként látványos tömegverekedés tör ki, egymást székekkel ütik, vagy a közönség soraiba dobják. Időnként különösen alaposan megrendezett jeleneteket adnak elő, ilyen volt többek között Ultimate Warrior kinyithatatlan fémkoporsóba zárása The Undertaker (Sírásó) és menedzsere Funeral Parlor (Temetkezési vállalat) által 1991-ben.

## Pankrációban használt szakkifejezések

### Face Turn és Heel Turn
A pankrációban, az előre megírt történetek miatt vannak gonosz (heel) és jó (face) karakterek. "Face Turn"-nak nevezik, hogy egy adott pankrátornak megváltozik a személyisége, és az eddig megszokott gonoszságokat már nem csinálja. Beáll a jó oldalra, és újra a közönség kedvence lesz. A "Heel Turn" ennek a fordítottja: egy korábban jó pankrátorból gonosz lesz, vagyis szembefordul mindenkivel, viszályt kelt, és a nevéből adódóan gonosz dolgokat csinál.

### Feud
A "Feud" a pankrátorok közötti viszályt jelenti. Ennek alapja lehet korábbi sérelem, vereség, szakmai nézeteltérés. Egy viszály több hónapig, de akár egy évig is eltarthat.

### A-Show
A pankrációs szervezet legtöbb bevételt hozó műsora. (Például a Smackdown)

### A-team
Azok a pankrátorok, akik a legtöbb bevételt hozó műsoron fellépnek. 

### Abort
Magyarázat nélkül befejezni egy feudot, angle-t vagy gimmicket. Általában arra használjuk, amikor a közönség nem mutat érdeklődést a dolog iránt és ezért fejezik be azt.

### Ace
Japán szervezetek speciális szakzsargonja a szervezet legnépszerűbb face pankrátorára. 

### Agent
Általában korábbi pankrátor, aki segíti a mostani birkózókat. Ötletekkel áll elő a meccs elemeivel kapcsolatban. Közvetítő szerepet tölt be a szervezet és a birkózó között. A WWE producereknek hívja az Agentjeit.

### Angle
A két birkózó közötti sztorivonal. Különböző hosszúságú lehet egy meccstől akár egy fél éven át is tarthat. 

### Apron
A ring legszéle, ahol a szerkezet a legkevesebbé ruganyos, ezért az itt végzett mozdulatok kifejezetten fájdalmasnak számítanak. 

### Backstage
A színfalak mögötti rész az arénában, ahol az öltöző, az interjúhelyszínek, és a vezetőség állása kap helyet.

### B-Show
Az a műsor ahol a szervezet közép és alsó kategóriás pankrátorai lépnek fel. (Például Superstars)

### B-Team
Értelemszerűen azok a birkózok, akik a B-Shown szerepelnek. 

### Babyface
A jófiút, a hőst alakító pankrátor. Röviden Face-ként hivatkozunk rá. 

### Bathroom Break
Magyarul Pisiszünet meccs, általában két nagyobb összecsapás közé rakják, hogy a közönségnek legyen ideje kipiheni magát. A női forradalom előtt hagyományosan a Dívák töltötték be ezt a szerepet. 

### Blading, Blade job
Pengézni. Az a technika, mikor a birkózó egy hagyományos borotvapengével felvágja a saját homlokát, így elérve azt, hogy vérezzen. 

### Blind tag
Csapat mérkőzésben olyan bepacsizás, amikor vagy a csapattárs, vagy az ellenfél nem veszi észre a pacsit. 

### Blow off
Egy viszály utolsó mérkőzése.

### Booking
Összeállítani egy pankrációs esemény mérkőzéslistáját. Az ezt végző személyt hívjuk Booker-nek. A bookingot használjuk arra is ha egy aktuális esemény felépítéséről, vagy egy mérkőzés kulcspontjairól beszélünk. 

### Botch
Hibásan végrehajtott mozdulat, vagy promóban hibásan elhangzott szavak. 

### Broadway
Időlimites döntetlen.

### Bump
Gyakorlatilag a földet érés, legalapvetőbb formája, amikor a birkózó a hátára esik a ringben. 

### Burial, Bury
Arra használatos kifejezés, amikor a booker vagy egy tapasztalt birkózó ellehetetlenít egy feltörekvő pankrátort.  

### Business
Maga a pankráció.  

### Busted open
Elkezdeni vérezni. 

### Butts in seats
Magyarul beültetni az embereket a székekbe. Olyan eseményt csinálni, amire az emberek kíváncsiak ezért megnézik a szervezet műsorát 

### Call
Informálni az ellenfelet hogy melyik mozdulat következik. Call the match azaz hívni a mérkőzést: amikor egy birkózó folyamatosan irányítja a meccset. Magyarul a hívni, illetve a behívni kifejezést használjuk rá.

### Canvas
Ringszőnyeg, a ringet fedő borítás neve. 

### Catchphrase
Olyan sokszor megismételt szöveg, ami az adott birkózó szlogenjévé, védjegyévé válik.

### Card
Egy pankrációs esemény meccslistája,  amit három fő részre szoktunk bontani: lowcard/undercard, midcard és a main event (lásd lentebb).

### Carry
Magyarul cipelni valakit. Amikor a képzettebb birkózó átsegíti a kevésbé tehetséges vagy éppen sérült pankrátort a mérkőzésen. 

### Championship advantage
Azaz a bajnokok előnye, bajnoki címet nem lehet diszkvalifikációval vagy kiszámolással megszerezni, hacsak erről külön stipuláció nem rendelkezik.

### Cheap heat
Gyors negatív reakciót kiváltani a helyi közönségből. Például a helyi sportcsapatot vagy hírességet becsmérelve. 

### Cheap pop
A Cheap heat ellenpontja, amikor hasonló módszerekkel pozitív reakciókat váltunk a közönségből.  Például a helyi sportcsapatot vagy hírességet dicsérve. 

### Cheap shot
Illegális taktikák használata: például mélyütés vagy valamilyen eszköz használata. 

### Clean finish
Olyan mérkőzés befejezés, amikor nem történik csalás, külső beavatkozás vagy bármilyen ellentmondásosság a győztes kilétét illetően. 

### Clusterfuck
Eredetileg félresikerült hadászati manőverekre használt szó, birkózásban főleg a sokemberes, összecsapott mérkőzésekre használjuk, amik teljes katyvaszt hoznak és nincs semmi értelmük történetmesélés vagy karakterépítés szempontjából.

### (Get) Color
Vérezni a mérkőzéseken.

### Comeback
A mérkőzés egyik szakasza, amikor a face visszatér a meccsbe a heel dominancia után. (leghíresebben talán Hulk Hogan csinálta, akinek ezt a szekvenciáját Hulking up-nak nevezzük)

### Crimson Mask
Amikor a pankrátor olyan erősen vérzik hogy az egész arcát elborítja a vér, és az izzadsággal összekeveredve egy karmazsin színű álarcot hoz létre. 

### Dark match
TV-ben nem közvetített mérkőzés egy televíziós adás felvételén. Műsor előtt új birkózók felmerésére, műsor után a helyi közönség kielégítésére használják.

### Double team
Páros mérkőzésen az a szekvencia, mikor az egyik csapat mindkét tagja támadja az egyik ellenfelet. 

### Double turn
Amikor a mérkőzésben résztvevők meccs végére szerepet cserélnek. Vagyis az a pankrátor aki heelként érkezett a mérkőzésbe faceként távozik. Míg a facenél fordítva. Leghíresebb példa: Hart kontra Austin, WrestleMania 13.

### Draw(1)
Az a pankrátor vagy sztorivonal akire/amire kíváncsi a közönség, ezáltal a legtöbb pénzt hozza.

### Draw(2)
Döntetlen eredmény, például dupla kiszámolás vagy dupla leszorítás esetén.

### Drop
Elveszteni a bajnoki címet. 

### Enforcer
Egy csapat legerősebb és legnagyobb tagja. Más esetekben olyan személy, aki a ringen kívüli speciális bírói szerepet tölt be és a fő feladata a rend fenntartása. 

### Face-in-peril
Magyarul "veszélyben lévő babyface", a páros mérkőzések jellegzetes  vonása, amikor a heel csapat elszigeteli az ellenfél egyik tagját a  csapattársától, és dominanciát gyakorol felette, miközben hiábavalóan  próbál kipacsizni a ringből. Jellemzően a hot taget (lásd lentebb)  megelőző periódus. 

### Fall
A mérkőzés befejezése. 

### Fallout show
Egy PPV-t (fizetős vagy különleges adást) követő első televíziós adás.

### False finish
Olyan két vállra szorítási kísérlet amiből a birkózó kirúg. Jellemzően azokra az esetekre használjuk, ahol a tust kezdeményező félnek reális esélye van a győzelemre (pl. egy signature vagy finisher mozdulat, esetleg csalás után).

### Feud
Viszály két birkózó vagy csoport között. Ezek a sztorivonalakba vannak ágyazva a tévés adásokban. Van, amelyik csak pár hónapot él meg, de ritkább esetben évekig is tarthat.

### Fighting champion
Olyan bajnok aki gyakran védi meg a címét.

### Finish
A mérkőzés tervezett befejezése.

### Finisher
A pankrátor azon mozdulata amivel megnyeri a mérkőzést. 

### Foreign object
Olyan fegyver aminek a használata nem megengedett a mérkőzésben. 

### Gimmick
A birkózó által alakított karakter amit megszemélyesít. Minél kevésbé valószerű, amit játszik, annál „gimmickesebb”.

### Gimmick Match
Olyan mérkőzések aminek van valami specialitása (Hell in a Cell, Elimination Chamber, Money in the Bank, WarGames stb.)

### Go Home
A mérkőzés szereplői (vagy a döntéshozókkal kapcsolatban álló bíró) ezzel a kifejezéssel jelzik egymásnak hogy ideje elkezdeni a mérkőzés befejező szekvenciáját.

### Go-home show
A PPV (fizetős vagy különleges adás) előtti utolsó televíziós adás

### Gold
A bajnoki cím maga.

### Go over
Legyőzni valakit.

### Gorilla position
Az entrance függöny mögötti utolsó hely. Gorrilla Monsoonról, a legendás kommentátorról lett elnevezve, akinek ez a volt a kedvenc helye.

### Green
Zöldfülű, kezdő birkózó 

### Hardcore wrestling
A profi birkózás egy különösen véres és brutális ága ahol az eszközhasználaton van a hangsúly.

### Hardway
Természetes úton vérezni, vagyis nem pengézni.

### Heat (1)
Negatív közönség reakció, fújolás. 

### Heat (2)
A mérkőzés azon szakasza, mikor a heel dominálja a mérkőzést.

### Heat (3)
Valódi ellenszenv a birkózóval szemben a színfalak mögött (pl. magaviseleti probléma, vagy rivális szervezettől való átigazolás esetén).

### Heel
A gonosz karaktert alakító birkózó, akinek a feladata a közönségből negatív reakciót kiváltani. 

### High-flyer
Általában kisméretű, viszont gyors és akrobatikus mozdulatokat használó pankrátor

### Hope spot
A mérkőzés azon pillanata, amikor a heel által dominált face  karakter előtt látszólag remény nyílik a comebackre (lásd fentebb),  azonban a heel ezt meghiúsítja. 

### Hooker
Olyan birkozó, akinek megvan az a képessége hogy egy mérkőzést befejező valós fogást bevigyen az ellenfelének, így kényszerítse azt a vereségre. 

### Hotshot
Siettetett viszály, amikor egy feudot a rövid távú előnyök miatt rövid idő alatt visznek véghez. 

### Hot tag
Csapatmérkőzésben egy hosszú heel dominancia után bekövetkező pacsi amikor a face csapat frissen mérkőzésbe lépő tagja átveszi a kezdeményezést.

### House show
Tévében nem közvetített esemény.

### Impromptu match/promo
Olyan meccs vagy promo ami előzetesen nem szerepelt a pankrációs esemény programjában. 

### Independent promotion
Független szervezet. Olyan kisebb pankrációs szervezet, ami nem rendelkezik országos televíziós társaságon futó műsorral. 

### IWC
Internet wrestling community, magyarul internetes pankrációs közönség. Azok a szociális média felhasználok (legtöbbször smarkok), akik megbeszélik és véleményt alkotnak a pankrációs adásokról az interneten vagy szociális médiában.

### In-ring (skills)
Egy pankrátor nyers technikai tehetsége. Mozdulat repertoár szelessége, és azok kivitelezésének szabályossága.

### Jerk the curtain/opener
Az első mérkőzés egy pankrációs eseményen. Curtain jerker pedig egy olyan birkózó, akit gyakran az első mérkőzésbe bookolnak. 

### Juice
Kétféle használata van, egyrészt a szteroidokra, máskor pedig a vérre hivatkoznak vele. 

### Jumping ship
Egy birkózó elhagyja a pankrációs szervezetet egy másik kedvéért.

### Job /do the job
Elveszteni egy mérkőzést.

### Jobber
Olyan birkózó, akit arra használnak, hogy más pankrátorok ellen veszítsen. A WWE az „enhancement talent” kifejezést használja rájuk.

### Kayfabe
Azt mutatni hogy a pankráció egy igazi sport, és ezt az illúziót fenntartani. Az 1980-as évek előtt minden promóció és szervezet betartotta azt az íratlan szabályt, hogy a pankrációt valódi sportként kell ábrázolni.

### Kick-out
Amikor a pankrátor kirúg egy leszorítási kísérletből.

### Legit
A legitim rövid formája. A valós dolgokra használjuk, ami nincs előre megírva. Például valódi sérülés vagy valódi viszály a színfalak mögött. 

### Low-carder
Alacsony profilú birkózó, aki nem kerül be a fő sztorivonalakba és mérkőzésekbe. A pankrációs gála első felének résztvevője. 

### Lucha libre
A pankráció mexikói ága. Gyors, akrobatikus mozdulatok jellemzik. 

### Mat
Azaz matrac. Gyakorlatilag a ring padlóját hívjuk így.

### Main event
A legjobban reklámozott mérkőzés egy pankrációs eseményen. Általában az utolsó mérkőzés a cardon. A gála fő eseménye. 

### Main eventer
Az a birkózó, aki általában a gálák fő eseményeiben birkózik. A cég legnagyobb sztárjai, akik a legtöbb bevételt hozzák.  

### Manager
Olyan nem birkózó karakter, aki segíti a közönségnél elfogadottá tenni az adott pankrátort. Általában heel szerepet töltenek be. 

### Mania
Rövid kifejezés a WWE WrestleMania PPV-ra.

### Mark
Hagyományosan olyan pankráció rajongó, aki elhiszi, hogy a pankráció nem megrendezett. Gyakorlatilag vakon követi a műsort, és nem akar tudomást venni a megrendezettség tényéről. Mára javarészt elvesztette ezt a jelentését, inkább azokra a fanokra értjük, akik nem olvasnak utána a pankráció híreinek, és nem foglalkoznak vele az adáson kívül. Napjainkban a „Casual Fan” kifejezés az elfogadott. A kifejezés tovább él a Product Mark-ban, ami azokat a nézőket takarja, akik csak egy szervezetért rajonganak és a többit egyáltalán nem nézik. 

### Mechanic
Gyakorlatilag a legjobb technikájú birkózó a rosteren, akit gyakran mások betanítására használnak. 

### Mid-card / Mid-carder
A pankrációs esemény középső része. A kevésbé nagy presztízsű övek körül zajló viszályok. A Mid-carder pedig az a birkózó, aki ezekben részt vesz. Középkategóriás pankrátor.

### Money match
Olyan mérkőzés  egy pankrációs eseményen, amire a nézők legnagyobb része kíváncsi. Gyakran ez adja el a gálát a nézőknek. 

### Monster
Általában hatalmas termetű pankrátor, akit úgy bookolnak, hogy szinte legyőzhetetlennek tűnik, a mérkőzései többsége pedig egyoldalúan zajlik az ő gyors győzelmével. 

### Mouthpiece
Az a Manager. aki a birkózó helyett promózik, hogy ellensúlyozza a hiányosságait.

### Near-fall
A mérkőzés vége felé zajló leszorítás kísérletek, amiben a birkózó megvárja az utolsó pillanatot, és csak akkor rúg ki. Gyakran false finishként is hivatkozunk rá.

### No contest
Olyan mérkőzés ami döntetlennel, vagy a győztes definiálása nélkül ér véget. 

### No-sell
Amikor egy pankrátor nem reagál az ellenfele mozdulataira, és nem mutatja ki hogy az fájdalmas. 

### No-show
Amikor egy birkózó nem jelenik meg egy adott eseményen, amire reklámozták. Lehet sztorivonalba tartozó lépés, de előfordul, hogy a pankrátor tényleg nem megy el az eseményre.

### Nuclear heat
A negatív reakciók olyan magas szintje ahol a közönség már lázadás közeli állapotba kerül.

### Number-one contender
Első számú kihívó. A következő pankrátor, aki versenybe szállhat a bajnoki címért.

### Over
Az elsőszámú definíció szerint az a pankrátor aki népszerű a közönségnél. A második szerint pedig az a pankrátor aki működik a közönség előtt, vagyis a face-t élteti a közönség, míg a heelt kifújolja. 

### Over-sell
Bizonyos mozdulatok túljátszása. A birkózó egy ütést vagy mozdulatot túlságosan színpadiasan játszik el. 

### Payoff
Egy sztorivonal vagy angle befejezése amiből a közönség és a szervezet is profitál. Például egy face hosszú viszály után legyőzi a domináns heelt

### Pinfall
Kétvállra fektetés. A mérkőzés befejezésének egyik módja, mikor a pankrátor ellenfele vállát a bíró háromig tartó számolásáig a ringszőnyegre nyomja. 

### Pop
Pozitív közönségreakció, éljenzés. 

### Potato
Olyan ütés, ami valódi kontakttal jár.

### Powerhouse
Erősként ábrázolt pankrátor, általában tekintélyes méretű izmokkal, akinek a birkózói stílusa legfőképp nagy ütésekből és dobásokból áll.

### Program
Olyan mérkőzéssorozat amikor azonos pankrátorok harcolnak.

### Promo
A birkózó monológja, vagy párbeszéd az ellenfelével. Az eredeti célja a következő esemény eladása volt. Ma a történetmesélés egyik legfontosabb eszköze. 

### Puroresu
A birkózás japán stílusa. Az erős ütésekre és rúgásokra épít.

### Push
Egy birkózó feljebb emelése a cardon.

### Ref bump
Olyan eseménysorozat, amikor a bírót kiütik, így az lemarad egy csalásról vagy egy két vállra fektetési kísérletről. 

### Rematch clause
A visszavágó jóga. Amikor egy bajnok elveszti a bajnoki címét akkor a „szabály” szerint jár neki egy 1-az-1 elleni visszavágó az övért. Ezt a sztorivonalak érdekében gyakran elhagyják. 

### Repackage
Egy birkózót újracsomagolni, új karaktert adni neki.

### Resthold
Pihentető fogás, ahol a birkózok kicsit kifújhatják magukat vagy megbeszélhetik egymás között a következő szekvenciát. Tévés adásokon általában a reklámszünet alatt zajlik ez. 

### Rib, ribbing
Öltözői ugratás. 

### Ring general
Az a birkózó, aki teljesen tudatában van annak, hogy mit kell tenni egy mérkőzés alatt, ezért általában ő hívja a mérkőzést, ő dönti el a mozdulatok sorrendjét. 

### Ring psychology
A pankráció igazi művészi része. Úgy birkózni, olyan gesztusokat és mozdulatokat használni és azokat úgy időzíteni, hogy a közönség érzelmileg benne legyen a mérkőzésben. 

### Ring rust
A birkózói képességek megkopása, főleg egy hosszabb kihagyás következtében. 

### Run-in/ interference
Bezavarás. Általában a heelek taktikája hogy a face-t megzavarva megfosszák a győzelemtől.

### Rushed finish
Hamarabb befejezni a mérkőzést a tervezettnél. Általában valós sérülés vagy televíziós adás esetén a műsoridőből való kifutás következtében.

### Sandbag
Az ellenfél mozdulatainak szabotálása, azzal a szándékkal, hogy ezáltal az gyengébbnek nézzen ki. A technika lényege, hogy az emelő mozdulatoknál nem segítünk az ellenfelünknek, nem működünk vele együtt egy beleugrással, sőt még a testsúlyunkat is úgy helyezzük, hogy nehezebb legyen felemelni minket. Ez rendkívül sérülésveszélyes.

### Script
A műsor előre megírt vázlata. Egyszóval a forgatókönyv.

### Sell
Reagálni az ellenfél mozdulataira, eladni, hogy a támadásai fájnak, sőt sérülést is okoznak. 

### Shine
A mérkőzés azon szakasza (többnyire eleje), amikor a face karakter  villog, és általánosságban jobbnak tűnik heel ellenfelénél. 

### Shoot
Amikor egy pankrátor eltér az előre megírtaktól, akár interjúszegmensben, akár mérkőzésben. 

### Signature move
Egy birkózó jól ismert mozdulatai, amit minden egyes mérkőzésében használ. 

### Slow burn
Egy olyan sztorivonal, vagy karakterfejlesztés ami lassan fejti ki a hatását. 

### Smark
Eredetileg a rövid formája a smart marknak: olyan rajongó, aki tudatában van annak, hogy a pankráció megrendezett, de ezt nem saját tapasztalatból tudja. Mára ez a fogalom is átalakult, inkább azokra a rajongókra értjük, akik az adásokon kívül is foglalkoznak a pankrációval akár a szociális médián, fórumokon vagy egyéb online felületen keresztül, és a vélt vagy valós háttérinformációik alapján alkotnak érzelmi véleményt a termékről. Aktív tagjai az IWC-nek. 

### Smart
Olyasvalaki, akinek van belső információja a bizniszről, általában első kézből. 

### Spot
Előre megtervezett jelenet a mérkőzésben, általában a csúcspontokra használjuk. High spot valami különösen látványos vagy éppen veszélyes jelenet.

### Spotfest
Olyan mérkőzés, ami a történetmesélés helyet az egymást követő high spotokra helyezi a hangsúlyt. 

### Squared circle
Maga a ring.

### Squash
Egyoldalú, gyors mérkőzés, általában egy új karakter vagy mozdulat befuttatására használják.

### Standing  tall
Ezt arra használjuk, aki állva marad egy fizikális jelenet, meccs  vagy szegmens végén. Jellemzően az a célja, hogy az adott birkózót  erősnek láttassa. 

### Stable
Olyan csapat ami három vagy több tagból áll és hosszabb távra együtt marad. A birkózók pedig segítik egymást és részt vesznek egymás sztorivonalakban (vagy közös viszályokban).

### Stiff
Olyan birkózó, akinek az ütései és mozdulatai a kelleténél több fájdalmat okoznak. Időnként a „snug” szót is használjuk rá.

### Strike
Rúgás vagy ütés, olyan kontaktalapú manőver, ami nem fogásokat vagy dobásokat használ.

### Strong style
Egy japán ihletésű pankrációs stílus, ami továbbra is megrendezett, viszont harcművészeti mozdulatokra épít, amelyek sokszor valódi kontaktokkal járnak.

### Tap out
A birkózó ezzel jelzi, hogy feladja a küzdelmet. Az ellenfél testrészén vagy a ringszőnyegen végzett gyorsütemű kopogás. 

### Turn
Face karakterből heel karakterré válás és fordítva. 

### Tweener
Olyan birkózó aki se nem tisztán heel, se nem face karaktert alakít. 

### Transitional champion
Átmeneti bajnok, akinek a feladata az „A” birkózótól elvenni az övet hogy azt „B” birkózó tőle vegye el. Azért használjak, hogy elkerüljék vele „A” és „B”  összecsapását. 

### Vacant
Olyan bajnoki cím, amit épp egy birkózó sem birtokol 

### Valet
Általában vonzó hölgy, aki egy férfi birkózót a ringhez kísér, és manageri feladatokat lát el. 

### Vignette
Rövid videóanyagok, amik az adott birkózót vagy történetet hivatottak bemutatni. 

### White  meat babyface
Az a fajta pozitív karakter, akinek egyáltalán nincsenek  negatív tulajdonságai, nincs a jellemében szürke árnyalat, hanem száz  százalékig pozitív dolgokat képvisel.

### Work (főnév)
Bármi, ami előre megrendezve történik. 

### Work (ige)
Egy bizonyos testrészt támadni, imígyen előkészítve a birkózó finisherét 

### Worker
Más szóhasználat a birkózóra. Általában a birkózó tehetségét leíró jelzővel szerepel együtt. Pl.: kiváló Worker. 

### Worked shoot
Egy birkózó látszólag eltér a szkripttől, gyakran kayfabe-törő utalásokkal, így elérve a valóságosság látszat, de igazából minden úgy történik, ahogy az meg volt előre tervezve. 

### X jelzés
Amikor valódi sérülés történik, a bíró karjait X-alakban feltartva jelzi azt az orvosi személyzetnek.

## A sportág veszélyei

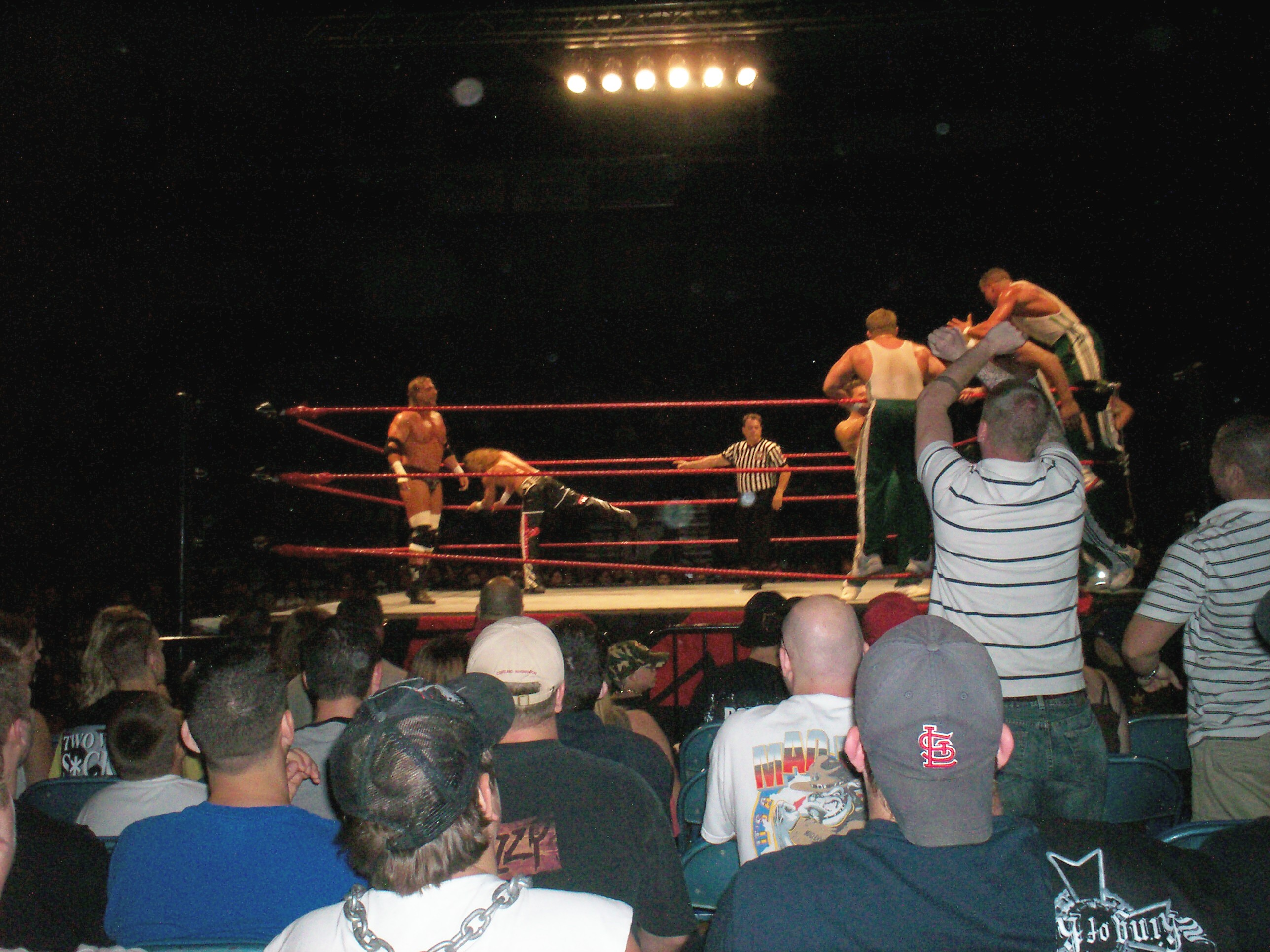
A ringben

A közönség általi elvárások és fizikai teherbíró-képesség egyaránt megköveteli a hatalmas izomtömeg létrehozását, ezért a hivatásos pankrátorok igen gyakran használnak izomtömeg-növelő és erőnlétet fokozó, gyakran illegális szereket.
Noha a pankráció sok tekintetben szimulált, az ellenfélre mért hatás inkább csak látványos, számos pankrációbeli manőver okoz valódi fájdalmat és akár súlyos sérülést is, ha helytelenül hajtják végre. Minden elővigyázatosság ellenére gyakoriak a fájdalmas sérülések, ezért szinte általános a fájdalomcsillapítók szedése, sokan közülük tartósan kokaint használnak. Az erős és egészséges külső sokszor súlyosan károsodott belsőt takar. Meglepően gyakori körükben a kábítószer-fogyasztás és a korai halál, de több öngyilkosság is előfordult már. A mérkőzés alatti halálos baleset igen ritka, ezek közül az egyik legrettenetesebb Owen Hart balesete volt 1999. május 23-án.